# Заамин
Заамин (узб. Zomin / Зомин) — городской посёлок, центр Зааминского района Джизакской области Узбекистана. Статус посёлка городского типа — с 1986 года.

## География
Посёлок расположен в 20 км к югу от железнодорожной станции Даштобод (на линии Джизак — Хаваст).
Заамин также известен своим санаторием «Заамин» — горноклиматический курорт, расположенный в одном из живописнейших уголков Зааминского района, на северных склонах Туркестанского хребта, на высоте 2000 метров уровнем моря, на территории заповедника.

## Население
| 1989   |
| ------ |
| 14 215 |

В средние века в Заамине преимущественно жили узбекские рода юзов. Также во многих селениях Заамина и в окрестностях Джизака проживали узбеки-кырки чересполосно с юзами и другими родо-племенными группами.

## Известные люди
Заамин является малой родиной Шавката Мирзиёева — 2-го президента Республики Узбекистан.